# Gitterflosse

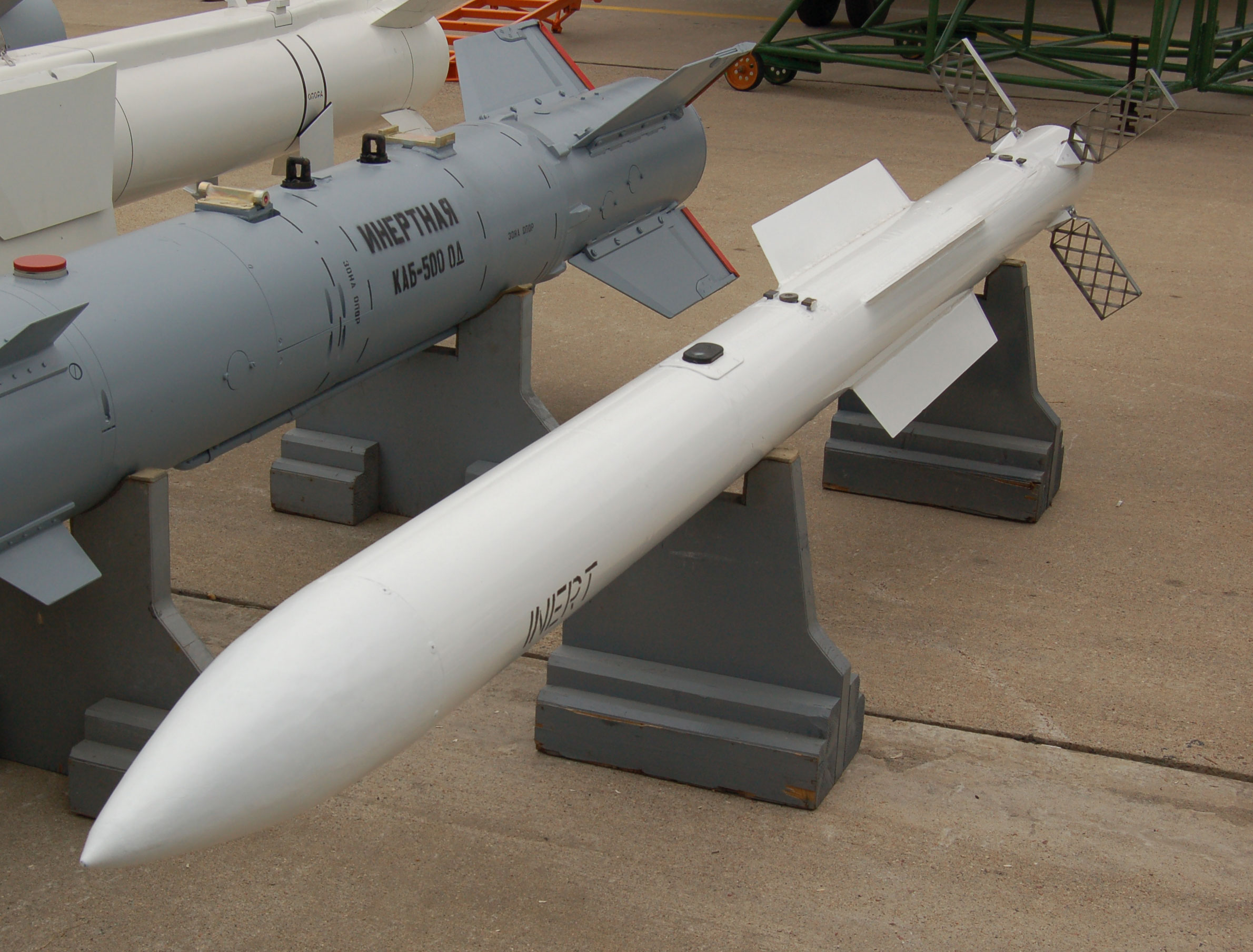
Wympel R-77

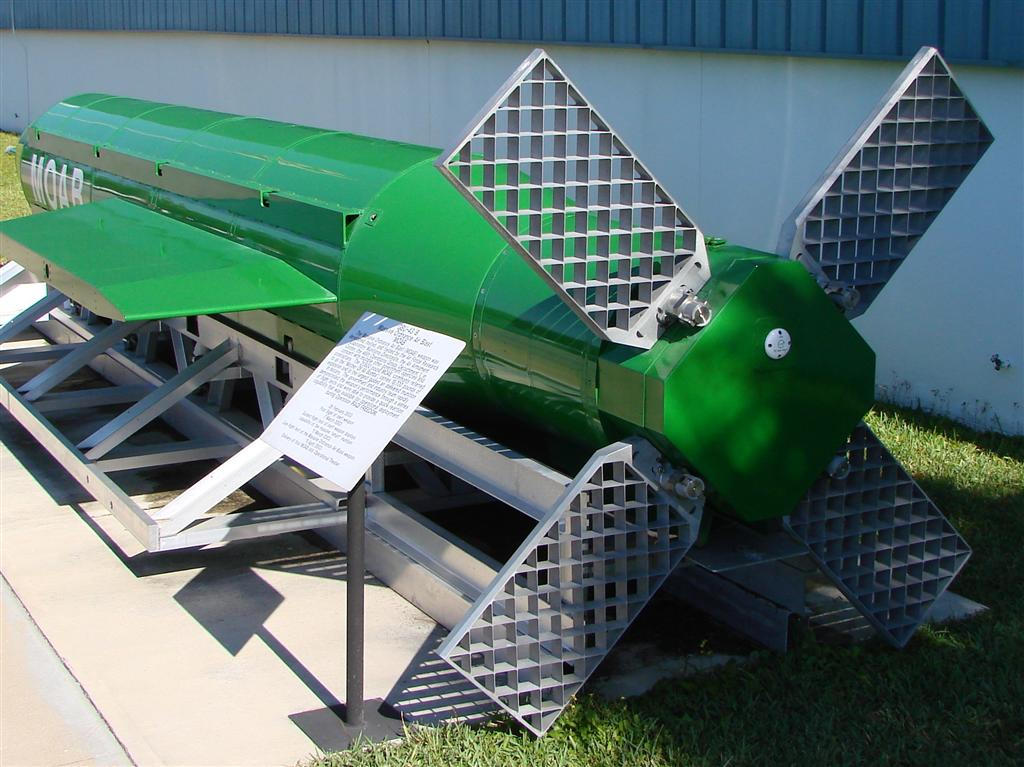
GBU-43/B MOAB

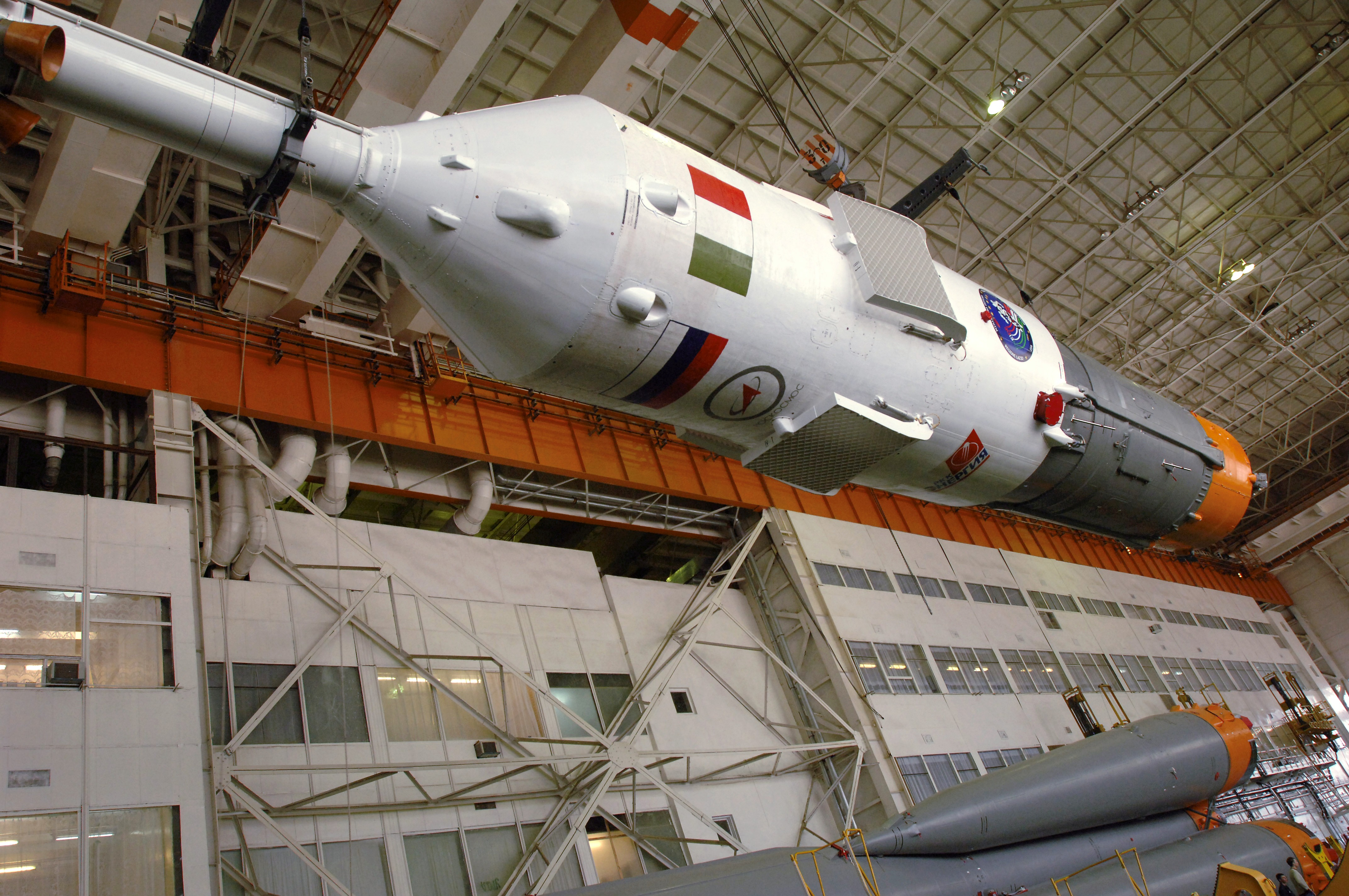
Oberstufe der Sojus TMA-6

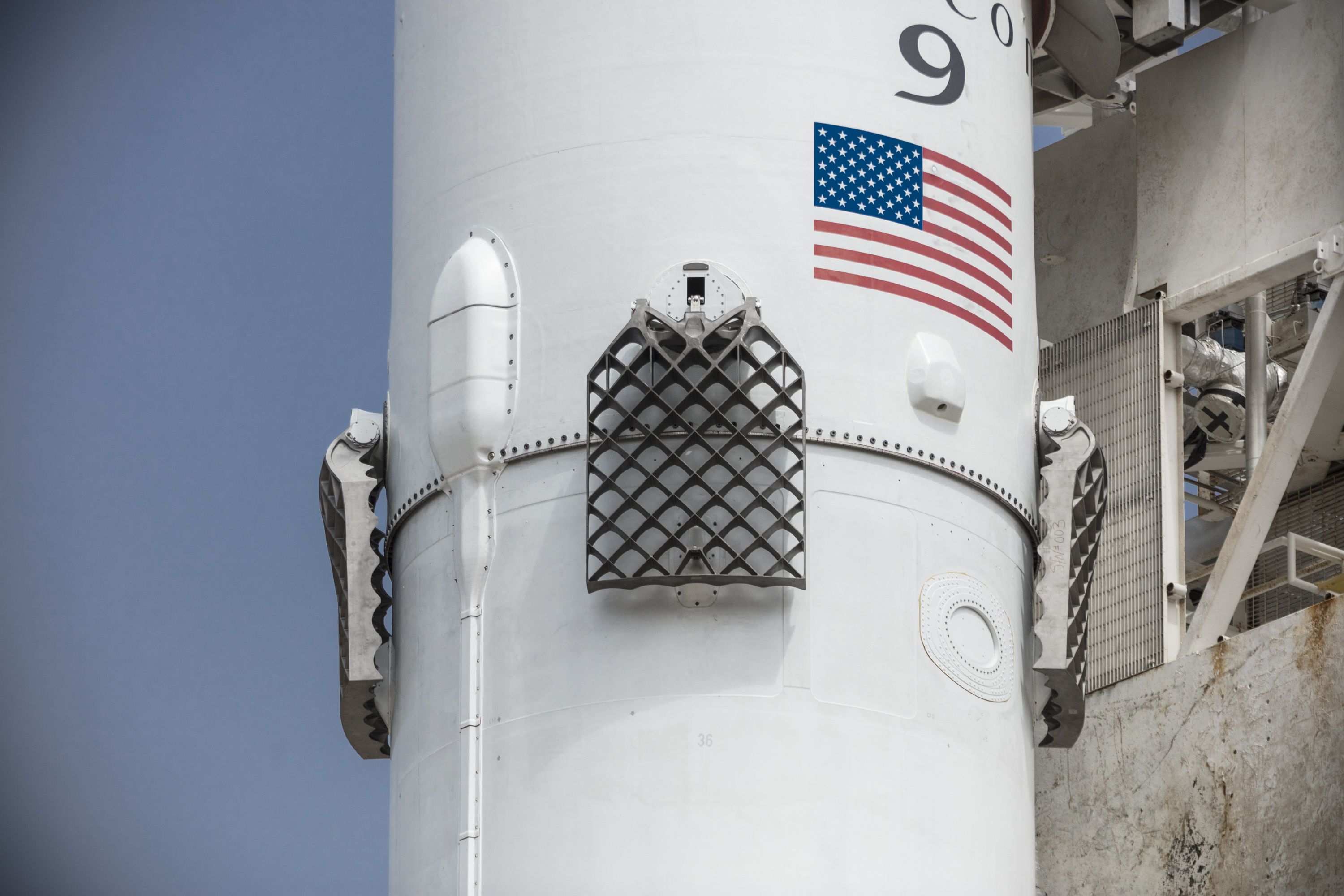
Unterstufe einer Falcon 9

Gitterflossen (vor allem in der russischen Terminologie auch als Rasterfeldflossen bezeichnet) sind eine Variante von Steuerflächen, die an verschiedenen Flugkörpern und Fliegerbomben anstelle herkömmlicher Ruderflossen genutzt werden. Sie wurden erstmals um 1964 an der sowjetischen Mondrakete N1 sowie seit den siebziger Jahren als Bestandteil des Designs sowjetischer ballistischer Raketen, der Marschflugkörper-Familie SS-N-27 Sizzler oder der US-amerikanischen GBU-43/B MOAB verwendet. Im zivilen Bereich kommen Gitterflossen beispielsweise als Stabilisator am Rettungssystem der Sojus-Raumschiffe und bei der Landung der wiederverwendbaren ersten Stufe der Raketen Falcon 9 und Falcon Heavy zum Einsatz.

## Designmerkmale
Herkömmliche planare Steuerflossen entsprechen miniaturisierten Tragflächen, die in Richtung der Flugkörper-Längsachse ausgerichtet sind. Im Gegensatz dazu bestehen Gitterflossen aus vielen kleinen Flächen, die sich gitterartig innerhalb einer quer zur Längsachse angeordneten Kastenstruktur befinden. Ihr Aussehen erinnert an einen Gitterrost oder einen Kartoffelstampfer.
Der langgestreckte Kasten lässt sich dabei technologisch einfacher gegen den Rumpf des Flugkörpers falten als eine herkömmliche Flosse, was den Platzbedarf im Trägersystem verringert. Dies ist vor allem bei Waffen vorteilhaft, die z. B. bei Stealth-Flugzeugen in internen Waffenschächten mitgeführt oder von mobilen Abschussrampen gestartet werden sollen.

## Aerodynamische Eigenschaften
Gitterflossen weisen eine weit geringere Profiltiefe als herkömmliche Steuerflächen auf und können als eine Gruppe parallel angeordneter kleiner Flossen betrachtet werden. Dadurch verringern sich die vom Steuermechanismus aufzubringenden Stellkräfte, was die Verwendung kleinerer Stellantriebe ermöglicht. Die geringe Profiltiefe sorgt außerdem für eine reduzierte Anfälligkeit für einen Strömungsabriss bei hohen Anstellwinkeln und ermöglicht gegenüber planaren Steuerflächen eine höhere Wenderate und damit Manövrierfähigkeit.
Die aerodynamische Wirksamkeit und der Strömungswiderstand hängen bei Gitterflossen stark von der Geschwindigkeit des Flugkörpers ab: Im Unterschallbereich sowie bei höheren Machzahlen verläuft die Strömung durch das Gitter laminar und führt zu reduzierten Gegenkräften und hoher Ruderwirkung. Allerdings kommt es bei transsonischen Geschwindigkeiten zwischen Mach 0,8 und Mach 1,3 zur Bildung von Schockwellen innerhalb der Gitterstruktur, was dazu führt, dass der Luftstrom um die Flosse herumgeführt wird und ein hoher Strömungswiderstand entsteht. Gitterflossen eignen sich daher nicht für Flugkörper, die einen großen Teil ihrer Flugbahn mit transsonischen Geschwindigkeiten zurücklegen.

## Beispiele

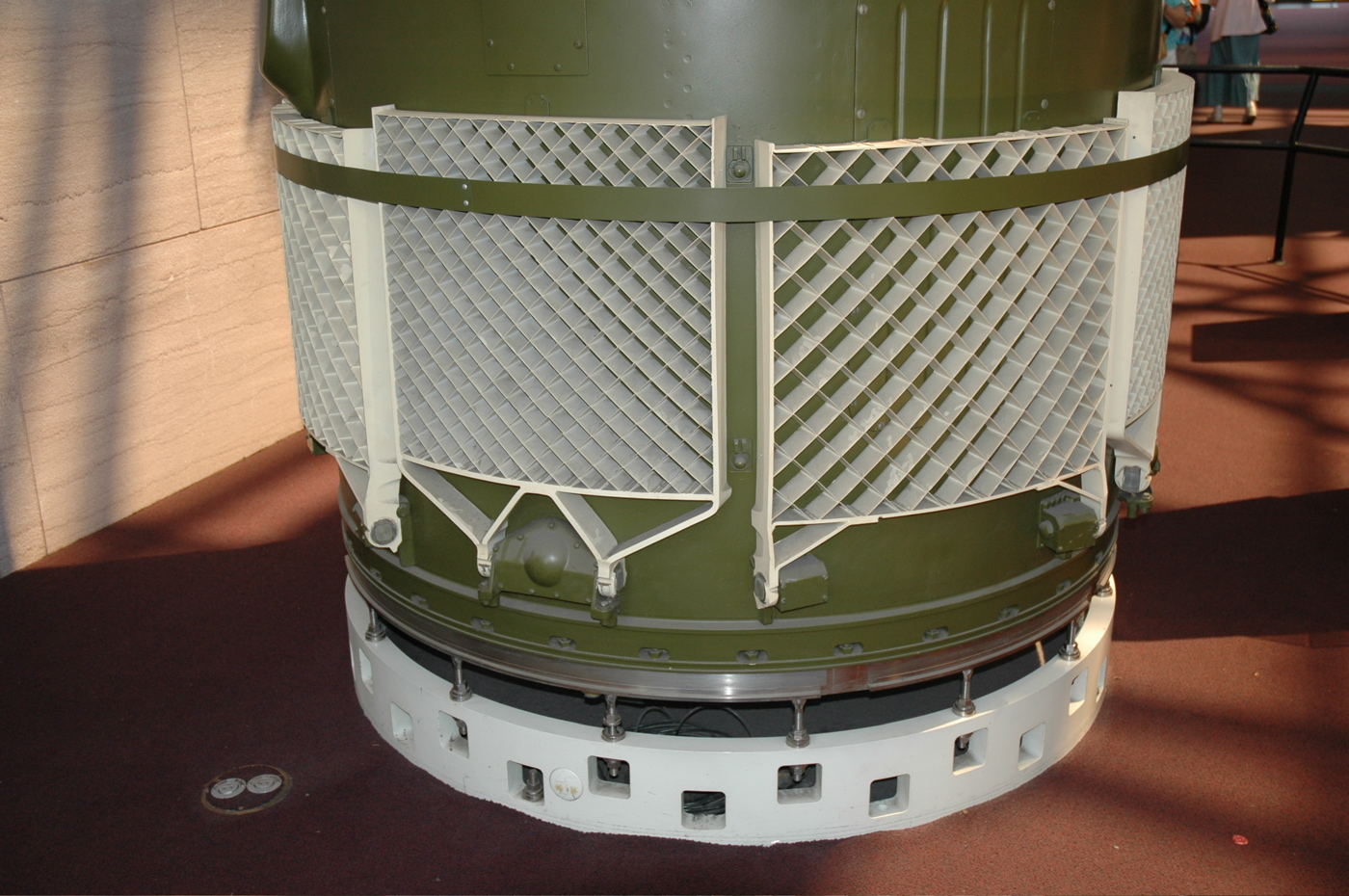
Gitterflossen an der ersten Stufe einer SS-20

Zur Steuerung kamen bzw. kommen Gitterflossen beispielsweise bei folgenden Flugkörpern zum Einsatz:
- SS-12 Scaleboard / OTR-22 Temp
- SS-20 Saber / RSD-10
- SS-21 Scarab / 9K79 Totschka
- SS-23 Spider / OTR-23 Oka
- SS-25 Sickle / RS-12M Topol
- AA-12 Adder / Wympel R-77
- SS-N-27 Sizzler / Klub
- GBU-43/B Massive Ordnance Air Blast
- SpaceX Falcon 9-R[2]
- Hyperbola-1Z
- Hyperbola-1